# Karel Urbánek (fotbalista)
Karel Urbánek (14. dubna 1972 – 11. května 2007) byl český fotbalista, obránce.

## Fotbalová kariéra
V československé a české lize hrál za SK Hradec Králové, FC Petra Drnovice a FK Jablonec. V československé a české lize nastoupil ve 167 utkáních a dal 6 gólů. Ve slovenské lize nastoupil za 1. FC Košice v 6 tukáních. Dále hrál v ruské lize za Lokomotiv Nižný Novgorod a v české druhé lize za FC Tescoma Zlín a FK Varnsdorf. Vítěz Českého poháru 1995 s SK Hradec Králové. Byl reprezentantem Československa do 21 let. V evropských pohárech nastoupil v 5 utkáních.

## Ligová bilance
| Ročník                                   | Zápasy | Góly | Klub              |
| ---------------------------------------- | ------ | ---- | ----------------- |
| 1. československá fotbalová liga 1991/92 | 16     | 0    | SK Hradec Králové |
| 1. československá fotbalová liga 1992/93 | 29     | 2    | SK Hradec Králové |
| 1. česká fotbalová liga 1993/94          | 26     | 1    | SK Hradec Králové |
| 1. česká fotbalová liga 1994/95          | 26     | 2    | SK Hradec Králové |
| 1. česká fotbalová liga 1995/96          | 20     | 0    | SK Hradec Králové |
| 1. česká fotbalová liga 1996/97          | 22     | 1    | SK Hradec Králové |
| 1. Gambrinus liga 1997/98                | 12     | 0    | SK Hradec Králové |
| 1. Gambrinus liga 1997/98                | 7      | 0    | FC Petra Drnovice |
| 1. Gambrinus liga 1998/99                | 5      | 0    | FC Petra Drnovice |
| 1. Gambrinus liga 1999/00                | 4      | 0    | FK Jablonec       |
| Corgoň liga 2000/01                      | 6      | 0    | 1. FC Košice      |
| CELKEM                                   | 173    | 6    |                   |